# Narjot II di Toucy
Narjot II di Toucy (circa 1135 – 1192) è stato un nobile francese, signore di Toucy alla fine dell'XII secolo.
Era il figlio di Ithier III di Toucy, signore di Toucy, e di sua moglie Elisabetta di Joigny.

## Biografia
Divenne signore di Toucy, Bazarnes, Saint-Fargeau e Puisaye intorno al 1147, ereditando i titoli del padre Ithier III di Toucy, che morì durante la Seconda crociata. Probabilmente, essendo ancora troppo giovane, la signoria fu amministrata da sua madre Elisabetta di Joigny.
Intorno al 1158, insieme ai suoi cognati Guglielmo di Dampierre e Gibaud di Saint-Verain, entrò in guerra contro il conte di Nevers Guglielmo III di Nevers.
Verso il 1170, demolì il precedente castello di Toucy costruito dal vescovo di Auxerre Humbaud, per costruirne un altro in pietra secondo un'architettura militare. In questo fu aiutato da suo cugino Guglielmo di Toucy, vescovo di Auxerre, a condizione che il castello fosse difendibile. Allo stesso tempo, furono costruite le fortificazioni che circondarono completamente la città all'inizio del XIII secolo.
Alla fine del luglio 1190, fu uno dei cavalieri borgognoni che partirono da Vezelay per la terza crociata al comando del re Filippo Augusto e del duca Ugo III di Borgogna. Nel 1191, all'assedio di San Giovanni d'Acri, fu menzionato come testimone nel testamento di Guido di Pierre-Perthuis, in punto di morte. Morì poco dopo, nel 1192, mentre era ancora ad Acri con il duca di Borgogna.

## Matrimonio e figli
Intorno al 1170, sposò Agnese di Montréal, figlia di Anserico III di Montréal, signore di Montréal, e di sua moglie Adelaide di Pleurs, ed ebbe sette figli:
- Ithier IV di Toucy, che succedette a suo padre.
- Giovanni di Toucy, probabilmente morì giovane senza matrimonio né discendenza.
- Anserico di Toucy, signore di Bazarnes. Visconte di Auxerre nel 1201. Divenne anche signore di Huban per matrimonio con una signora di Huban. Rimasto vedovo, divenne signore di Pierre-Perthuis per matrimonio con Guglielmina di Pierre-Perthuis, figlia ed erede di Guido, signore di Pierre-Perthuis, e di sua moglie Agnese. Guglielmina di Pierre-Perthuis ha poi sposato in seconde nozze Tibaldo di Plancy, signore di Saint-Vinnemer.
- Narjot de Toucy, signore di Bazarnes e uno dei reggenti dell'Impero latino di Costantinopoli.
- Matilde di Toucy, badessa di Saint-Julien d'Auxerre.[1]
- Eloisa di Toucy, che sposò Pons di Mont-Saint-Jean, signore di Charny e Châtel-Censoir, da cui probabilmente non ebbe figli.
- Constance di Toucy, che sposò Roberto di Courtenay.

Le vecchie genealogie della famiglia danno come moglie di Narjot II di Toucy una certa Agnese di Dampierre, figlia di Guido I di Dampierre e Helvide di Baudément, ma questo è certamente un errore. La relazione tra Narjot II di Toucy e Guido di Dampierre, che sono chiamati consobrinus (cugini), può essere spiegata diversamente. Infatti, la madre di Guido di Dampierre è Ermengarda di Toucy, sorella di Narjot II di Toucy.